# Апоногетон мадагаскарский
Апоногето́н мадагаска́рский, или Апоногетон продырявленный (лат. Aponogeton madagascariensis) — один из видов рода Апоногетон (Aponogeton), произрастающий в пресных водах на Мадагаскаре. Популярное аквариумное растение. В местах естественного произрастания находится в угрожаемом состоянии.

## Описание
Апоногетон мадагаскарский — водное многолетнее растение с клубневидным корневищем до 3 см в диаметре. Листья продолговатые, с пластинкой 15–55 см в длину и 5–16 см в ширину. Длина листа с черешком достигает 65 см. Листья расположены горизонтально в толще воды. Пластинка взрослого листа сетчатая, состоящая из жилок. Цветки появляются на прямом цветоносе длиной до 1 метра, который возвышается над водой примерно на 20 см. В культуре известны несколько форм этого вида, различающиеся размерами.

## Выращивание и использование
Корневища съедобны.
При выращивании необходима температура 15–26 °C, кислотность воды pH 5–7,5, умеренная или яркая освещенность (около 600 люкс), грунт, богатый питательными веществами. Часто отмечается, что культура этого вида не из простых по следующим причинам: 1) яркий свет, необходимый при выращивании, приводит к обрастанию листьев водорослями, от которых трудно избавиться; 2) только посаженные корневища хорошо растут в первый год и часто гибнут на второй из-за истощения (причина этого неясна); 3) образование семян возможно, но они часто плохо прорастают или плохо растут. Специалисты рекомендуют при выращивании этого вида устраивать в аквариуме сильное течение и фильтрацию воды.
Вид часто выращивается в ботанических садах всего мира. Потребность в посадочном материале привела к сокращению и почти полному исчезновению вида в естественном ареале.